# Ovčí studánka
Ovčí studánka je přírodní pramen v Přírodním parku Šárka-Lysolaje.
Studánka je uvedena v Národním registru pramenů a studánek. Byla objevena roku 2007.

## Kulturní využití
Řadu let se jednalo o neudržované místo. Studánky se však ujala roku 2014 Česká pohanská společnost a od té doby je jejím patronem, jak je patrné i z registru. 
ČPS zde pořádá své obřady i další akce s ekologickým přesahem. 

## Zemědělské využití
V letním období slouží pro napájení stáda ovcí a koz při „řízené pastvě“ travních porostů v chráněném území – odtud pochází také její název.